# Ciklamni telovnikar
Ciklamni telovnikar (znanstveno ime Trithemis annulata) je vrsta raznokrilih kačjih pastirjev iz družine ploščcev, razširjena po vsej Afriki in delu Jugozahodne Azije, ki se je v zadnjih nekaj desetletjih razširila po večjem delu Sredozemlja. V Evropi je nezamenljiv zaradi ciklamne in vinsko rdeče obarvanosti telesa odraslih samcev, po čemer je dobil tudi slovensko ime.

## Opis
Je srednje velik ploščec s širokim telesom, prepoznaven zlasti po ciklamni barvi, ki je rezultat poprha na samcih, ki prekriva osnovno vinsko rdečo obarvanost oprsja in zadka. Samica nima tega poprha in je rumenkasto-rjave barve. Zraste 32–38 mm v dolžino, zadnji krili pa merita 17 do 29 mm. Poleg obarvanosti telesa so za samce značilne tudi rdeče žile na krilih in močna lisa jantarne barve na bazi zadnjega para kril. Liso imajo tudi samice, ki se od ostalih predstavnic istega rodu ločijo po bolj čokatem zadku s črnimi prečnimi progami na zadnjih nekaj členih.
V Evropi so odrasli aktivni v najtoplejšem delu leta, na severu območja razširjenosti od sredine poletja do začetka jeseni.

## Ekologija in razširjenost
Ta toploljubna vrsta se razmnožuje v raznovrstnih stoječih ali počasi tekočih vodah, da le niso zasenčene. To vključuje plitva jezera, ribnike in počasi tekoče reke, pa tudi umetna vodna telesa, kot so jarki, akumulacije ter gramoznice.
Izvorno je afrotropska vrsta, razširjena po vsej Afriki vključno z Madagaskarjem in vzhodno prek Arabskega polotoka do jugovzhoda Irana. Po večini Afrike je pogost, bolj razpršeno razširjen le po območjih s strnjenim deževnim gozdom. Prvi podatki o pojavljanju v Evropi segajo v 19. stoletje, ko so zabeležili lokalne najdbe na jugu Apeninskega polotoka, a je ostal ciklamni telovnikar redek vse do druge polovice 20. stoletja, ko je začel z intenzivnim širjenjem areala ter zdaj poseljuje praktično ves sever Sredozemlja. Prek Iberskega polotoka se širi tudi ob atlantski obali Francije, kjer je pogost vse do ustja reke Garone, zaenkrat pa še ni dosegel obal Črnega morja, saj je na vzhodu Sredozemlja omejen na jug Balkanskega polotoka in Turčije. Širjenje proti severu pripisujejo globalnemu segrevanju in se bo po napovedih nadaljevalo.
Ciklamnega telovnikarja so v Sloveniji prvič opazili poleti 2021 na zadrževalniku Vogršček v Vipavski dolini. Glede na hitro širjenje v zadnjih desetletjih in dobre letalske sposobnosti vrste najdba ni bila presenečenje, izstopa pa kot daleč najbolj severna najdba na Balkanskem polotoku. Najsevernejša dotlej znana balkanska populacija živi ob Skadarskem jezeru v Črni gori, zato odonatologi sklepajo, da je do ozemlja Slovenije priletel z zahoda, ne z juga.